# Шеллотт (Північна Кароліна)
Шеллотт (англ. Shallotte) — місто (англ. town) в США, в окрузі Брансвік штату Північна Кароліна. Населення — 4185 осіб (2020).

## Географія
Шеллотт розташований за координатами 33°58′18″ пн. ш. 78°23′1″ зх. д. / 33.97167° пн. ш. 78.38361° зх. д. (33.971656, -78.383671).  За даними Бюро перепису населення США в 2010 році місто мало площу 24,23 км², з яких 24,06 км² — суходіл та 0,17 км² — водойми.

## Демографія
Згідно з переписом 2010 року, у місті мешкало 3675 осіб у 1583 домогосподарствах у складі 985 родин. Густота населення становила 152 особи/км².  Було 1908 помешкань (79/км²).
Расовий склад населення:
| - 85,2 % — білих - 9,3 % — чорних або афроамериканців - 1,3 % — азіатів - 0,6 % — корінних американців - 0,1 % — вихідців з тихоокеанських островів - 2,0 % — осіб інших рас |

До двох чи більше рас належало 1,6 %. Частка іспаномовних становила 4,8 % від усіх жителів.
За віковим діапазоном населення розподілялося таким чином: 20,6 % — особи молодші 18 років, 57,0 % — особи у віці 18—64 років, 22,4 % — особи у віці 65 років та старші. Медіана віку мешканця становила 43,9 року. На 100 осіб жіночої статі у місті припадало 85,9 чоловіків;  на 100 жінок у віці від 18 років та старших — 79,1 чоловіків також старших 18 років.
Середній дохід на одне домашнє господарство  становив 55 035 доларів США (медіана — 36 947), а середній дохід на одну сім'ю — 69 901 долар (медіана — 58 750). Медіана доходів становила 55 305 доларів для чоловіків та 39 907 доларів для жінок. За межею бідності перебувало 15,7 % осіб, у тому числі 15,7 % дітей у віці до 18 років та 7,8 % осіб у віці 65 років та старших.
Цивільне працевлаштоване населення становило 1634 особи. Основні галузі зайнятості: освіта, охорона здоров'я та соціальна допомога — 23,0 %, роздрібна торгівля — 16,0 %, мистецтво, розваги та відпочинок — 15,1 %.